# Aci Castello
Aci Castello – miejscowość i gmina we Włoszech, w regionie Sycylia, w prowincji Katania.
Według danych na rok 2004 gminę zamieszkiwały 17 854 osoby, 2231,8 os./km².